# 英倫情人
是一部1996年根据同名小说改编的电影，获奥斯卡最佳影片奖。安东尼·明格拉获奥斯卡最佳导演奖。克莉斯汀·史考特·湯瑪斯获奥斯卡最佳女主角奖提名。朱丽叶·比诺什获奥斯卡最佳女配角奖。

## 剧情
此片讲述第二次世界大战期间一位最初被称为“英国病人”的严重烧伤男人的爱情故事。
一架英国飞机在飞越撒哈拉沙漠时被德军击落，飞机上的机师面部被全部烧伤，当地的人将他救活后送往了盟军战地医院。这个机师由于受伤，想不起自己是谁，因此只被叫做“英国病人”。法裔加拿大人汉娜是战地医院的一名护士，战争使她失去了男友麦根，在伤员转移途中由于误入地雷区，又失去了最好的朋友珍，这使她身心交瘁。于是她决定独自留下来照顾那个“英国病人”。他們停留的地方是意大利的一个废弃的修道院，远离战争的喧嚣，显得宁静而闲逸，“英国病人”静静地躺在房间的床上，床头的一本旧书渐渐唤起了他的思绪……
匈牙利籍的考古学家艾马殊伯爵跟随探险家马铎深入撒哈拉沙漠进行考察，在那裡，他结识了“皇家地理学会”推荐来帮助绘制地图的“飞机师”杰佛和他美丽的妻子嘉芙莲。嘉芙莲的风韵和才情深深地吸引了艾马殊，并对她产生了无法抗拒的爱慕之情。杰佛由于回开罗筹集资金，留下嘉芙莲和考察队一同进行考察。在这段时间裡，他们共同发现了沙漠深处的绘有原始绘画的洞穴，同时，嘉芙莲对机警、智慧、幽默的艾马殊也产生了好感。终于，一场激情不可避免的爆发了，嘉芙莲倒入了艾马殊的怀抱，不尽的温存使艾马殊深陷情网而不能自拔。然而，身为有夫之妇的嘉芙莲深知这是一场没有结局的爱情，尽管她深爱艾马殊，但她无法逾越道德的屏障，最终，她决定与艾马殊分手，这深深地伤害了艾马殊。
由于英国对德宣战，马铎也要回国，留下艾马殊一人在沙漠里继续考察。考察结束后，已经知道妻子出轨的杰佛驾驶飞机来接艾马殊。在飞机降落时，他将飞机对准了艾马殊。艾马殊躲开了，飞机坠毁了，杰佛当场死去。而同机的嘉芙莲也受了重伤，艾马殊抱起嘉芙莲并将她送往山洞，嘉芙莲此时向艾马殊道出自己一直都在深爱着他。艾马殊要拯救嘉芙莲，可是那里荒无人烟，他必须步行走出沙漠去求救。他将嘉芙莲安置在山洞裡后，对她许诺一定会回来救她。然而，当走出沙漠的艾马殊焦急地向盟军驻地的士兵求救时，却因为他的态度和名字而被当作德国人抓了起来，并被送上了开往班加西的列车。时间在一点点地流逝，心挂嘉芙莲的艾马殊焦急万分。他终于找机会逃了出来，此时，对他来说，没有比救嘉芙莲更重要的事了，情急之中，他用马铎绘制的考察地图换取了德国人的帮助，用德国人给的汽油驾驶着马铎离开时留下的英国飞机返回山洞。他没有违背诺言，可是，时间已过去太久，嘉芙莲已在寒冷中永远地离开了他……
艾马殊将嘉芙莲的遗体放上飞机，在飞越撒哈拉沙漠时被德军击落，于是发生了影片开头的一幕。
在照顾“英国病人”的日子裡，汉娜结识了印度籍的拆弹手基普，两人互生情愫。虽然战争已经结束，但拆弹手基普仍要无数次面对死亡。分别前，汉娜说她会常到他们相爱的那个教堂，而基普也承诺常去。汉娜说：“那么我们总有一天会重逢。”
最终，应英国病人的要求，汉娜给他注射了大剂量的吗啡......

## 创作
《英国病人》改编自侨居加拿大多伦多的著名作家迈克尔·翁达杰的获奖同名小说。这是一个以战争和沙漠为背景的跨越时空的爱情悲剧。影片耗资2700万美元。英国、美国、澳大利亚、意大利、法国、德国、突尼斯以及联合国的200人参加了影片的摄制工作。
该片获得了第69届奥斯卡最佳影片、最佳导演、最佳女配角、最佳摄影、最佳剪辑、最佳电影配乐、最佳音乐、最佳美术指导、最佳服装设计9项大奖。并获英国演艺学院奖最佳影片、最佳女配角、最佳剧本、最佳电影配乐、最佳摄影、最佳摄影6项大奖。金球奖最佳影片、最佳电影配乐2项大奖。